# Kósztasz Eleftherákisz
Kósztasz Eleftherákisz, görögül: Κώστας Ελευθεράκης (Athén, 1950. július 18. –) válogatott görög labdarúgó, középpályás.

## Pályafutása

### Klubcsapatban
1964 és 1968 között a Fosztírasz, 1968 és 1980 között a Panathinaikósz, 1980–81-ben az AÉK, 1981–82-ben ismét a Fosztírasz labdarúgója volt. A Panathinaikósszal négy bajnoki címet és két görögkupa-győzelmet ért el. Tagja volt az 1970–71-es idényben BEK-döntős csapatnak.

### A válogatottban
1969 és 1977 között 33 alkalommal szerepelt a görög válogatottban és öt gólt szerzett. Négy alkalommal az együttes csapatkapitánya volt.

## Sikerei, díjai
Panathinaikósz
- Görög bajnokság
  - bajnok (4): 1968–69, 1969–70, 1971–72, 1976–77
- Görög kupa
  - győztes (2): 1969, 1977
- Bajnokcsapatok Európa-kupája (BEK)
  - döntős: 1970–71